# Wald im Pinzgau
Wald im Pinzgau est une commune autrichienne du district de Zell am See dans l'État de Salzbourg.